# 魯昆吉里區
魯昆吉里區是非洲中部國家烏干達的111個區之一，由西部區負責管轄，首府是魯昆吉里，土地面積1,524.28平方公里，距離首都坎帕拉約385公里，主要的經濟產業有自給農業和捕魚業，2010年人口估計為327,100。

## 外部連結
- Rukungiri District Information Portal

00°47′S 29°56′E / 0.783°S 29.933°E